# Museu do Ar

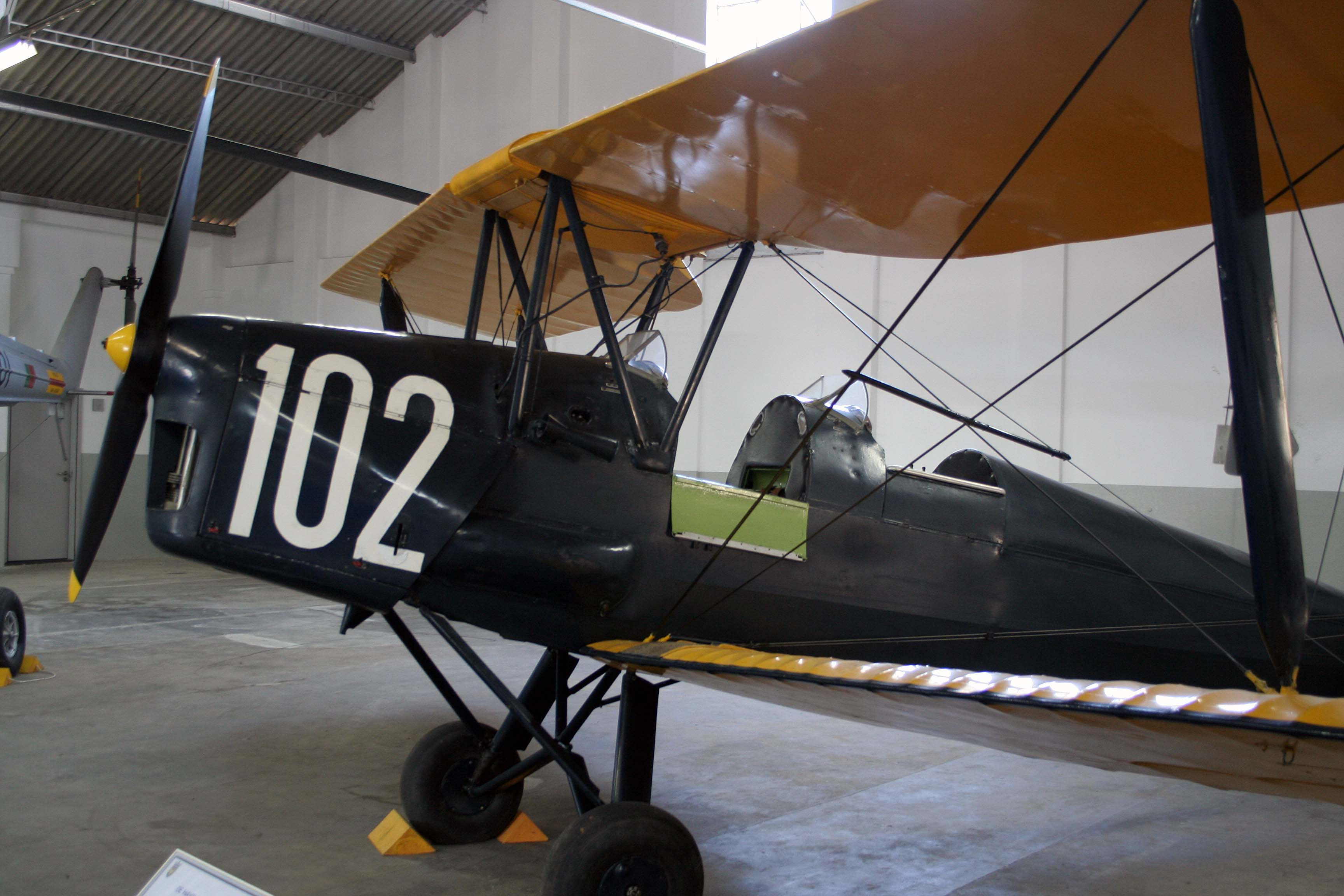
De Havilland Tiger Moth

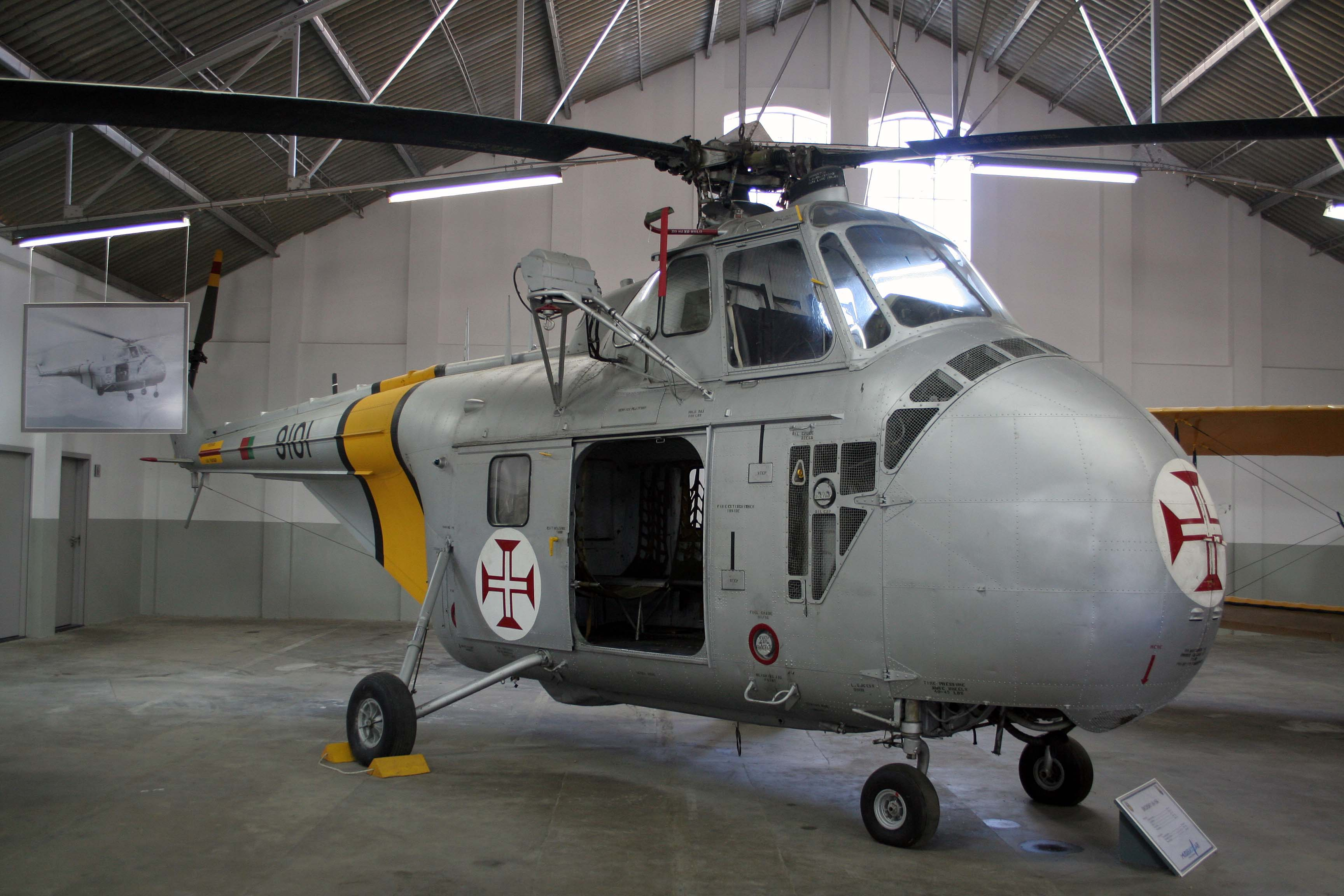
Sikorsky UH-19A

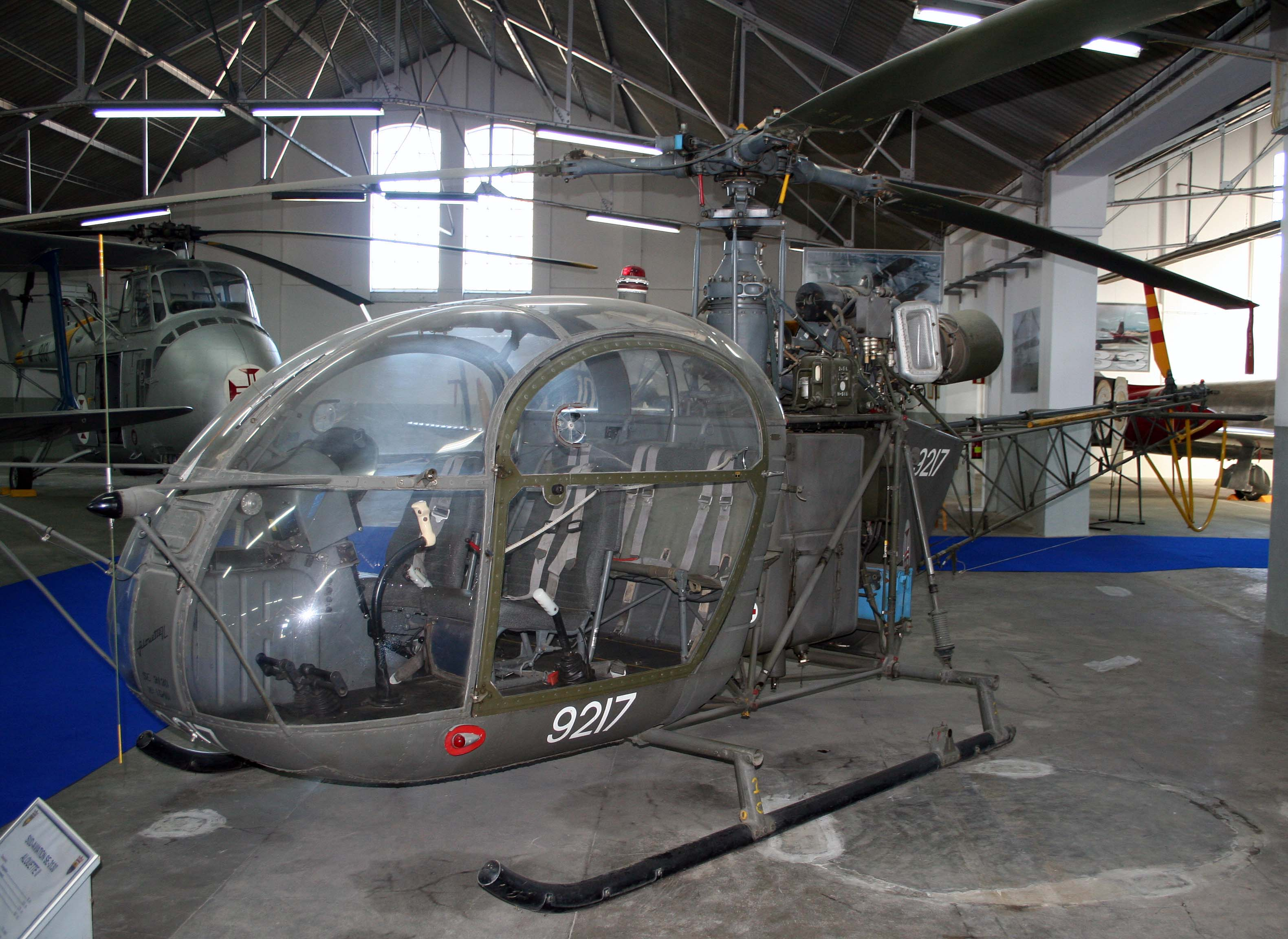
Aérospatiale Alouette II

Museu do Ar – portugalskie muzeum lotnictwa, znajdujące się w bazie lotnictwa wojskowego w Alverca do Ribatejo.

## Historia
W 1954 roku pod patronatem przewodniczącego Portugalskiego Aeroklubu (Portuguese Air Club) zawiązała się grupa entuzjastów i pasjonatów, której celem było stworzenie muzeum lotnictwa. W 1963 roku burmistrz Lizbony przyłączył się do projektu wyznaczając lokalizację dla muzeum. W lipcu 1965 roku sekretarz lotnictwa generał Francisco Chagas zatwierdził ostateczny projekt. 21 lutego 1968 roku specjalnym dekretem muzeum zostało powołane do życia, a rok później w obecności prezydenta Américo Thomaza rozpoczęło swoją działalność. 1 lipca 1971 roku zostało oficjalnie otwarte dla publiczności, pierwszym jego dyrektorem został pułkownik Edgar Cardoso.

## Ekspozycja
Muzeum posiada w swojej kolekcji ponad 9000 eksponatów związanych z historią lotnictwa w Portugalii i na świecie. Wśród eksponatów znajduje się ponad 100 samolotów, w tym 15 ciągle latających, duża kolekcja silników lotniczych, przyrządów pokładowych i innych pamiątek. „Najstarszymi” samolotami w muzeum są repliki Demoiselle XX konstrukcji Alberto Santos-Dumont z 1908, zbudowana w 1972 roku z okazji urodzin konstruktora, której projekt opierał się na samolocie znajdującym się w muzeum w Le Bourget we Francji. Blériot XI z 1908 roku zbudowany w 1989. Samolot ten wsławił się tym, że był pierwszym samolotem, który 25 lipca 1909 roku pilotowany przez Louisa Blériota przeleciał nad kanałem La Manche. Maurice Farman MF-4 z 1910 roku, zbudowany w wojskowych warsztatach remontowych (Oficinas Gerais de Material Aeronautico) w 1971 roku. Caudron GIII będący pierwszym licencyjnym samolotem produkowanym w Portugalii, prezentowana replika została zbudowana w 1968 roku w fabryce, w której odbywała się produkcja oryginalnych maszyn (Parque de Material Aeronautico), a która później przekształcona została w Oficinas Gerais de Material Aeronautico. Fairey III D Mk 2 zbudowany w 1972 roku, będący repliką samolotu zakupionego przez Portugalię w 1922 roku. Maszyny tego typu używało portugalskie lotnictwo marynarki oraz sił powietrznych. Fairey o imieniu własnym „Santa Cruz” przeleciał w 1922 roku z Lizbony do Rio de Janeiro w Brazylii. Oryginalny De Havilland Tiger Moth, produkowany od 1931 roku na licencji, a używany jako samolot treningowy. Czasy II wojny światowej przedstawiają samoloty: Hawker Hurricane będący repliką i oryginalny Supermarine Spitfire z 1943 roku w barwach Portugalskich Sił Powietrznych. Czasy powojenne, pionierskich samolotów z napędem odrzutowym prezentowane są przez samoloty De Havilland Vampire, który w latach 50. i 60. XX wiek służył w Południowoafrykańskich Siłach Zbrojnych oraz nowszy North American F-86 Sabre. Podobnie jak dwa poprzednie samoloty odrzutowe, również prezentowany Fiat G-91 był maszyną używaną w Portugalii. W muzeum prezentowane są także dwa śmigłowce: Aérospatiale Alouette II i Sikorsky UH-19A.